# احمد ذیب
احمد ذیب (عربی: أحمد ذيب؛ ۲۰ نوامبر ۱۹۳۲ – ۱۵ نوامبر ۲۰۰۹) بازیکن و مربیی فوتبال اهل تونس بود.
از باشگاه‌هایی که در آن بازی کرده‌است می‌توان به باشگاه فوتبال آفریقایی اشاره کرد.